# Stenoonops lucradus
Stenoonops lucradus là một loài nhện trong họ Oonopidae.
Loài này thuộc chi Stenoonops. Stenoonops lucradus được Arthur M. Chickering miêu tả năm 1969.